# برانيسلاف كنيجفيتش
برانيسلاف كنيجفيتش (بالصربية: Бранислав Кнежевић)‏ هو لاعب كرة قدم صربي، ولد في 21 يوليو 2002 في شاباتس في صربيا. لعب مع ماكفا شاباتس ‏.

## وصلات خارجية
- برانيسلاف كنيجفيتش على موقع قاعدة بيانات كرة القدم.إي يو (الإنجليزية)
- برانيسلاف كنيجفيتش على موقع Soccerbase.com (لاعب) (الإنجليزية)
- برانيسلاف كنيجفيتش على موقع Soccerway.com (الإنجليزية)
- برانيسلاف كنيجفيتش على موقع عالم كرة القدم.نت (الإنجليزية)